# José Miguel Camacho Sánchez
José Miguel Camacho Sánchez (Pesquera, Cantabria; 27 de mayo de 1959) es un político español, fue diputado por Toledo en el Congreso durante la XI y XII legislatura. Desde julio de 2019 es viceconsejero de Administración Local en la Consejería de Hacienda y Administraciones Públicas del Gobierno de Castilla-La Mancha.

## Biografía
Funcionario del estado, fue teniente de alcalde (1991-1995) y concejal (1995-1999) en el Ayuntamiento de Talavera de la Reina. Entre 1995 y 1997 fue diputado en las Cortes de Castilla-La Mancha y entre 1997 y 2000 ocupó el cargo de delegado de la Junta de Comunidades de Castilla-La Mancha en la provincia de Toledo. Entre 2011 y 2016 fue senador por Toledo y tras las elecciones generales de 2015, fue diputado por el PSOE en el Congreso de los Diputados en la XI y XII legislatura.
En julio de 2019 fue designado viceconsejero de Administración Local en la Consejería de Hacienda y Administraciones Públicas del Gobierno de Castilla-La Mancha.